# Woodley (Berkshire)
Woodley ist eine Stadt und bürgerliche Gemeinde (civil parish) im Borough Wokingham in der Grafschaft Berkshire, westlich von London im Süden Englands gelegen. Woodley ist ein Vorort von Reading und liegt in der Nähe der Städte Earley und Wokingham sowie den umliegenden Dörfern Sonning, Twyford, Winnersh, Hurst und Charvil.

## Geschichte
Der Ortsname Woodley stammt aus dem Altenglischen und bedeutete „eine Lichtung im Wald“ (englisch a clearing in the wood). Früher war Woodley Teil der kirchlichen Gemeinde von Sonning.